# 아스리드
주식회사 아스리드(일본어: アスリード Asread[*])는 일본의 애니메이션 제작사다. 2003년 11월 창립. 본사는 도쿄도 히가시무라야마시 사카에쵸에 있다.
선샤인 코퍼레이션 오브 재팬의 작화 출신인 히라마츠 나오키가 XEBEC의 제작을 거쳐 2003년 11월에 설립한 애니메이션 제작사다. 설립 당초에는 XEBEC 제작 작품의 그로스 계약을 중심으로 활동을 하고 있었지만, 2005년에 제작한 《셔플!》에서 원청 제작을 개시했다.
그 외의 원청 제작작품으로서 《미나미가 ~어서 와~》, 《식령 -제로-》, 《미래일기》 등을 들 수 있는 한편, XEBEC나 본즈 등으로부터의 하청공정(주로 그로스 도급)도 도청하고 있다.
동사의 제작 진행은 「진행」이라고 호칭하고 있다(동사 제작 작품만). 또 동사 제작 작품 및 그로스 계약 담당회의 마무리는 스튜디오론 , 촬영은 스튜디오 트윙클이 협력하고 있다(그로스 계약 담당회로서의 예는 《엘리멘탈 제라드》, 《지구로...》등).

## 작품

### TV 애니메이션
- SHUFFLE! (2005년)
- SHUFFLE! MEMORIES (2007년)
- 미나미가 ~어서 와~ (2008년)
- 식령 -제로- (2008년, AIC 스피리츠 공동 제작)
- 미래일기 (2011년)
- 용사가 되지 못한 나는 마지못해 취직을 결심했습니다. (2013년)
- 빅 오더 (2016년)
- 로드 오브 버밀리온: 홍련의 왕 (2018년, 티어 스튜디오 공동 제작)
- 흔해빠진 직업으로 세계최강 (2019년, WHITE FOX 공동 제작)
- 여신 기숙사의 사감 군. (2021년)
- 흔해빠진 직업으로 세계최강 2nd seoson (2022년, studioMother 공동 제작)

### OVA
- 미나미가 베츠바라 (2009년)
- 콥스파티 Missing Footage (2012년)
- 미래일기 리다이얼 (2013년)
- 콥스파티 -포학해진 영혼의 주문- (2013년)
- 빅 오더 (2015년)

### Web 애니메이션
- 무장 중학생 (2011년, StudioRF 공동 제작)